# Рамзау-ам-Дахштайн
Рамзау-ам-Дахштайн (нем. Ramsau am Dachstein) — община (нем. Gemeinde) в Австрии, в федеральной земле Штирия.
Входит в состав округа Лицен.  Население составляет 2768 человек на 1 янв. 2016 г. (2738 на 30 июня 2006 г.). Занимает площадь 75,4 км². Официальный код  —  6 12 36.

## Политическая ситуация
Бургомистр коммуны — Эрнст Фишбахер (независимый) по результатам выборов 2015 года.
Совет представителей коммуны (нем. Gemeinderat) состоит из 15 мест.
- Народники (АНП) занимают 5 мест (9 на 2007 г.)
- Независимые занимают 8 мест (0 на 2007 г.)
- Свобода (АПС) занимает 2 места (4 на 2007 г.)
- Социал-демократы (СДПА) занимают 0 мест (2 на 2007 г.)